# Quận Pasquotank, North Carolina
Quận Pasquotank là một quận hạt của bang Bắc Carolina.  Tại thời điểm năm 2007, quận có dân số 41.897, quận lỵ Pasquotank đóng ở Thành phố Elizabeth6.

## Địa lý
Theo Cục điều tra dân số Hoa Kỳ, quận có tổng diện tích 289 dặm Anh vuông (750 km²), trong đó, 227 dặm Anh vuông (588 km²) là diện tích đất và 63 dặm Anh vuông (162 km²) trong tổng diện tích (21,61%) là diện tích mặt nước.

### Các quận giáp ranh
- Quận Camden (đông)
- Quận Perquimans (tây nam)
- Quận Gates (tây bắc)

## Thông tin nhân khẩu
Theo cuộc điều tra dân số2 năm 2007, có 41.897 người, 13.907 hộ, và 9.687 gia đình sinh sống trong quận này. Mật độ dân số là 154 người trên mỗi dặm Anh vuông (59/km²). Đã có 14.289 đơn vị nhà ở với một mật độ bình quân là 63 trên mỗi dặm Anh vuông (24/km²).  Cơ cấu chủng tộc của dân cư sinh sống tại quận này gồm 56,93% người da trắng, 40,05% người da đen hoặc người Mỹ gốc Phi, 0,37% người thổ dân châu Mỹ, 0,86% người gốc châu Á, 0,04% người các đảo Thái Bình Dương, 0,49% từ các chủng tộc khác, và 1,26% từ hai hay nhiều chủng tộc.  1,23% dân số là người Hispanic hoặc người Latin thuộc bất cứ chủng tộc nào.
Có 12.907 hộ trong đó có 33,4% có con cái dưới tuổi 18 sống chung với họ, 50,4% là những cặp kết hôn sinh sống với nhau, 16,3% có một chủ hộ là nữ không có chồng sống cùng, và 29,5% là không gia đình. 25,4% trong tất cả các hộ gồm các cá nhân và 11,4% có người sinh sống một mình và có độ tuổi 65 tuổi hay già hơn.  Quy mô trung bình của hộ là 2,52 còn quy mô trung bình của gia đình là 3,01,
Cơ cấu độ tuổi dân cư quận này như sau 24,9% dưới độ tuổi 18, 11,3% từ 18 đến 24, 28,4% từ 25 đến 44, 21,3% từ 45 đến 64, và 14,1% người có độ tuổi 65 tuổi hay già hơn.  Độ tuổi trung bình là 36 tuổi. Cứ mỗi 100 nữ giới thì có 93,8 nam giới. Cứ mỗi 100 nữ giới có độ tuổi 18 và lớn hơn thì, có 90,1 nam giới.
Thu nhập bình quân của một hộ ở quận này là $30.444, và thu nhập bình quân của một gia đình ở quận này là $36.402, Nam giới có thu nhập bình quân $30.072 so với mức thu nhập $21.652 đối với nữ giới. Thu nhập bình quân đầu người của quận là $14.815,  18,4% dân số và 15,5% gia đình sống dưới ngưỡng nghèo.